# Система національних рахунків
Система національних рахунків (СНР) (англ. The System of National Accounts, SNA, раніше англ. the United Nations System of National Accounts або UNSNA) — це сукупність показників послідовного та взаємопов'язаного опису найважливіших процесів і явищ економіки: виробництва, доходів, споживання, нагромадження капіталу та фінансів. Ця система застосовується в умовах ринкових відносин.
Стандарт СНР є міжнародним й затверджується статистичною комісією ООН.
Національні рахунки розробляються Державним комітетом статистики згідно зі стандартом СНР, прийнятим міжнародними організаціями у 1993 р.

## Історія виникнення СНР
Перші відомі спроби підрахунку результатів національного виробництва належать англійцям Вільяму Петті у 1665 р. та Грегорі Кінгу (Gregory King) у 1695 р., французам П'єру Буагільберу у 1697 р. та Себаст'єну ле Претру де Вобану у 1707 р.

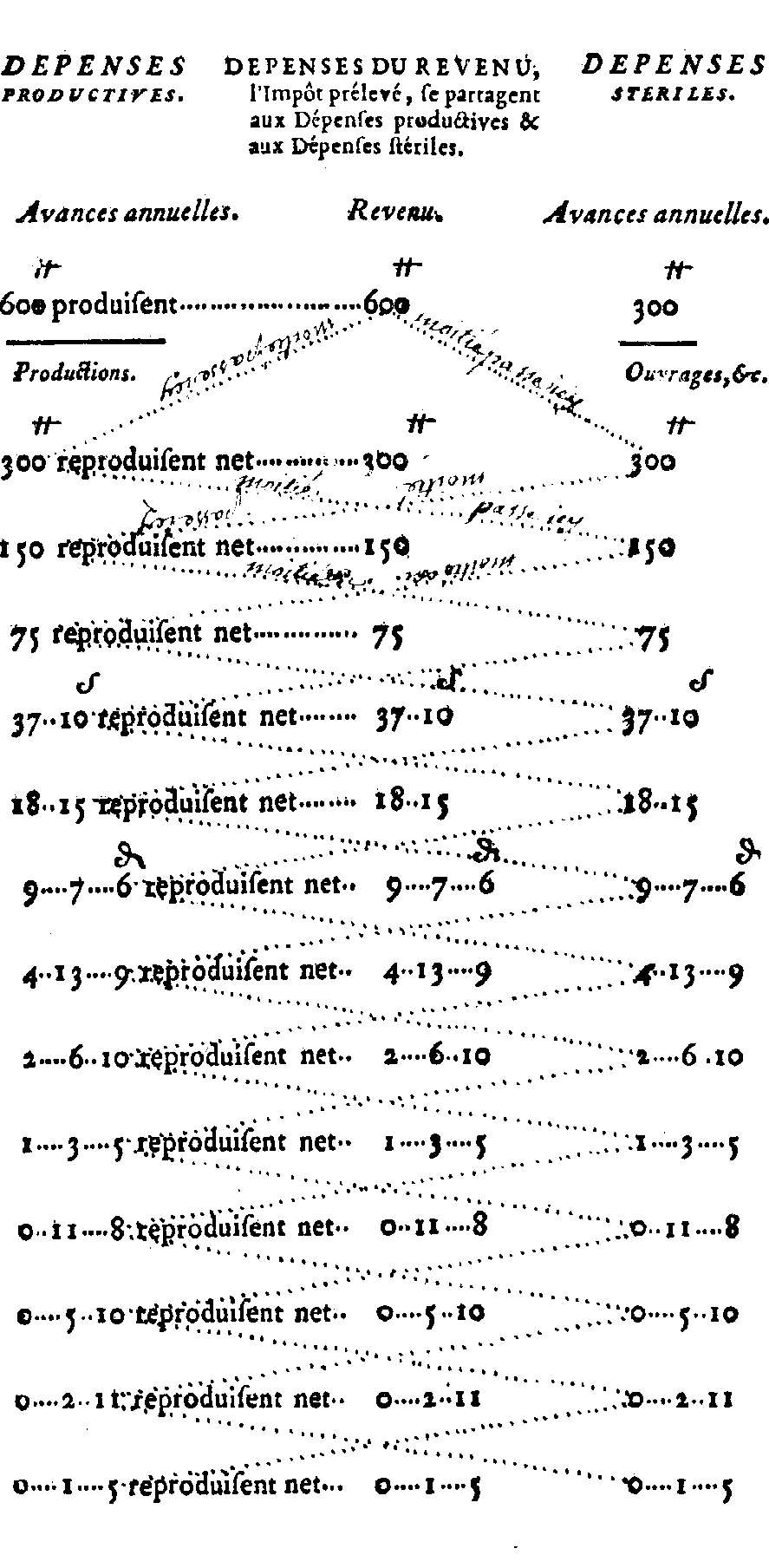
«Економічна таблиця» Франсуа Кене — одна з перших спроб макроекономічного аналізу в інтересах монарха, 1759 р.

Прообразом сучасної СНР стала «Економічна таблиця» французького економіста-фізіократа Франсуа Кене, створена у 1758 р. Вона базувалася на економічній теорії фізіократів і обмеженій концепції виробництва. Економічна діяльність включала лише сільське господарство і видобувну промисловість. Мотивом створення «Економічної таблиці» був запит короля Франції Людовика XV відносно обсягу податків, які мала отримувати королівська казна.
Історично-першою офіційною системою макроекономічного обліку став Баланс народного господарства (БНГ), розроблений в СРСР 1923-24 рр. Теоретичною основою БНГ було матеріальне виробництво. Метою розробки і впровадження БНГ був контроль виробництва і міжгалузевих зв'язків для забезпечення централізованого планування і розподілу. Одним з розробників БНГ став Василь Лєонтьєв, який після еміграції з СРСР доклав своїх зусиль до створення СНР.
У 1930-х роках серед західних вчених велася робота зі створення системи оцінки результатів функціонування економіки. До розробки сучасної системи національного рахівництва доклали зусиль такі відомі вчені-економісти як Альфред Маршалл, Джон М. Кейнс, Річард Стоун, Джеймс Мід, Саймон Кузнець та інші.
Перший системний опис принципів СНР було опубліковано у 1945 р. у т.з. «Білій книзі». Перший стандарт СНР опубліковано у 1953 р. з використанням моделі «витрати-випуск» В. Лєонтьєва.

## Інституційні сектори в СНР
Інституційний сектор економіки — це сукупність інституційних одиниць, які мають подібні інтереси, функції та джерела фінансування, що обумовлює подібність їхньої економічної поведінки.
Відповідно до СНР інституційні одиниці групуються в п'ять секторів
1. Нефінансові корпорації — це інституційні одиниці, основною діяльністю яких є виробництво ринкових товарів або надання нефінансових послуг;
2. Фінансові корпорації — всі корпорації, які спеціалізуються на фінансових послугах або допоміжній фінансовій діяльності;
3. Сектор загального державного управління — об'єднує юридичні особи, для яких основною діяльністю є виконання функцій законодавчої, виконавчої або судової влади стосовно інших інституційних одиниць в межах певної території;
4. Сектор домашніх господарств — домогосподарство визначається в «Керівництві з грошово-кредитної та фінансової статистики» як невелика група осіб, які спільно проживають та об'єднують повністю або частково свої доходи та майно і спільно споживають певні види товарів та послуг (головним чином житло та продукти харчування). Згідно з вітчизняною Класифікацією інституційних секторів економіки домогосподарства — це сукупність осіб, які спільно проживають в одному житловому приміщенні або його частині, забезпечують себе всім необхідним для життя, ведуть спільне господарство, повністю або частково об'єднують та витрачають кошти.
5. Сектор некомерційних організацій, що обслуговують домашні господарства, визначається як сукупність всіх некомерційних організацій-резидентів за винятком некомерційних організацій, які є ринковими виробниками, а також неринкових некомерційних організацій, які контролюються та в основному фінансуються органами державного управління.

## Показники СНР

### Валовий внутрішній продукт— ВВП

ВВП за ПКС у 2021 р.

Валовий внутрішній продукт (скор. ВВП, англ. Gross Domestic Product, GDP) — макроекономічний показник, що показує ринкову вартість усіх кінцевих товарів та послуг, вироблених за рік у всіх галузях економіки на території держави для споживання, експорту та накопичення, незалежно від національної приналежності використаних факторів виробництва.

##### Номінальний і реальний ВВП
Розрізняють номінальний і реальний ВВП. Номінальний, або абсолютний ВВП визначається в поточних (фактичних) цінах даного року. Реальний ВВП (з поправкою на інфляцію) визначається в цінах попереднього (або будь-якого іншого базового) року. У реальному ВВП, таким чином, враховується, в якій мірі зростання ВВП виявляється реальним зростанням виробництва, а не зростанням цін. ВВП країни при необхідності може бути довідково перерахований в іноземну валюту (найчастіше в долари США).

### Чистий внутрішній продукт— ЧВП
Чистий внутрішній продукт (ЧВП) — макроекономічний показник, визначається як різниця між ВВП та річними амортизаційними відрахуваннями:
ЧВП = ВВП — Ар.
ЧВП допомагає визначити річний обсяг виробництва товарів і послуг, який національна економіка зможе спожити, не скорочуючи виробничі можливості майбутніх періодів.

### Валовий національний дохід— ВНД
Валовий національний дохід (Gross Natonal Income — GNI) — показник національного виробництва, який, на відміну від ВВП, враховує лише обсяг виробництва продажу, які здійснені національними факторами виробництва. ВНД — загальний обсяг первинних доходів, отриманих економічними резидентами даної країни.
Для отримання показника ВНД необхідно показник ВВП скорегувати на сальдо первинних доходів:
ВНП = ВВП + Сальдо первинних доходів.
У СНР до 1993 р. ВНД називався Валовим національним продуктом (ВНП) — Gross National Product (GNP).

### Чистий національний дохід— ЧНД
Чистий національний дохід (Net National Income — NNI) — отримується відніманням від валового національного доходу обсягу спожитих основних засобів — амортизації:
ЧНД = ВНД — Амортизація.

### Національний дохід— НД
Національний дохід (National Income, NI) отримується відніманням від чистого національного доходу суми непрямих податків (ПДВ, акцизний податок):
Національний дохід = ЧНД — Непрямі податки.
Тобто національний дохід є ще більш «очищеним», ніж Чистий національний дохід.
Національний дохід також трактується як показник сумарних первинних факторних доходів, які заробляє сектор домогосподарств:
НД = Рента (оренда) + Проценти + Заробітна плата + Прибуток.

## Методи розрахунку ВВП
Для розрахунку ВВП використовуються 3 методи, використання яких дає однакову величину ВВП з урахуванням статистичної помилки:
1. Виробничий метод (за доданою вартістю).
2. Розподільчий, або дохідний метод (за розподілом).
3. Витратний метод (за кінцевим використанням).

Ці методи виводяться з моделі економічного кругообігу, згідно якої усі доходи системи дорівнюють усім її витратам.

### Виробничий метод
При виробничиому методі обсяг ВВП розраховується за валовою доданою вартістю — різницею між вартістю продукції та проміжним споживанням.
Додана вартість (Value added, VA) — вартість ресурсів, яку фірма додала до сировини і матеріалів у процесі виробинцтва, тобто знов створена вартість.
Складові доданої вартості (відповідно до чотирьох видів економічних ресурсів):
1. Рента, оренда (внесок природних ресурсів, «землі»)
2. Амортизація (оцінка спожитого капіталу у процес створення продукції)
3. Заробітна плата (внесок робочої сили)
4. Прибуток (оцінка внесу підприємницького фактору).

Валова додана вартість (Gross value added, GVA) — сумарний обсяг доданої вартості, створений в економіці за певний період.
ВВП = Валова додана вартість + Непрямі податки.

### Розподільчий метод (за доходами)
Оскільки показник ВВП відображує рівень споживання, то один з варіантів його розрахунку — підрахувати усі доходи сектору домогосподарств (які потім будуть витрачені на споживання). Основою для розрахунку ВВП за доходами є факторні доходи домогосподарств (доходи на ресурси, які знаходяться у власності домогосподарств). До них слід додати амортизацію (витрати капіталу за період створення ВВП) і непрямі податки (на величину яких зросли ціни споживчих товарів, зокрема ПДВ і акцизи).
Сукупність факторних доходів домогосподарств є показником національного доходу, то ВВП за доходами це національний дохід, амортизаці та основні податки. Звичайно, якщо відштовхуватися від національного доходу, то таким способом буде отриманий не ВВП, а ВНД — Валовий національний дохід. Для отримання ВВП з ВНД, показник необхідно скоригувати на сальдо первинних доходів.

### Метод кінцевого використання (за витратами)
При підрахунку ВВП за витратами сумуються витрати усіх чотирьох макроеокномічних агентів (секторів):
1. Сектору домогосподарств (витрати на споживання).
2. Сектору фірм (інвестиційні витрати).
3. Державного сектора (державні витрати).
4. Закордонного сектора (чистий експорт).

ВВП за витратами = Витрати на споживання (C) + Інвестиційні витрати (I) + Державні витрати (G) + Чистий експорт (Xn).
Або:
GDP = C + I + G + Xn.
де С — особисті споживчі витрати, які складаються з витрат домогосподарств на купівлю товарів та послуг як поточного споживання (продукти харчування, комунальні послуги і т. д.), так і тривалого (побутова техніка, автомобілі і т. д.). Але, показник С не враховує витрат на купівлю житла;
I — валові приватні внутрішні інвестиції, які складаються з витрат фірм на придбання нового устаткування, нових підприємств, нових приміщень і т. д.;
G — державні витрати на купівлю товарів та послуг, які складаються з витрат на школи, вищі навчальні заклади, армію, дороги, державний апарат управління державою і т. д. Але в показник в не включаються трансфертні виплати, а саме витрати держави на виплати пенсій, соціального страхування, різні виплати населенню;
Хп — чистий експорт товарів та послуг, який розраховується як різниця між експортом та імпортом.

## Принципи розрахунку показників в СНР
Основним показником СНР є ВВП, інші показники розраховуються на його основі, тому принципи розрахунку показників в СНР є принципом розхрахунку ВВП.

### Вартісний показник
ВВП є вартісним показником, який розраховується у національних грошових одиницях.
Практикою, яка дозволяє здійснити точніші міжкраїнові порівняння (див. Компаративна економіка), є підрахунок ВВП за паритетом купівельної спроможності, коли ціни створених продуктів переводяться у долари США.

### Ринкові ціни
ВВП є показником ринкової економіки — він розраховується у ринкових цінах, тобто у цінах, які склалися на момент оцінки.

### Врахування тільки кінцевого споживання
ВВП враховує тільки ринкову вартість кінцевих товарів і послуг, які були вироблені і продані за період підрахунку

#### Кінцеве та проміжне споживання, валова додана вартість
Кінцева продукція — продукція, призначена для кінцевого споживання, тобто для безпосереднього задоволення потреб споживача.
Проміжна продукція — продукція, яка призначена для подальшої переробки.
Одна й та сама продукція (товар) може бути як кінцевою, так й проміжною. Наприклад, заморожена піца, яка куплена споживачем у супермаркеті, є товаром кінцевого споживання, якщо вона куплена піцерією для швидкого приготування, то вона є проміжною продукцією.
Розмежування між кінцевою та проміжною продукцією (кінцевим та проміжним споживанням) дозволяє уникнути при підрахунку ВВП багаторазового обліку вироблених товарів і послуг.
Різниця між кінцевим і проміжним споживанням є валовою доданою вартістю, яка і є знов створеною вартістю в економіці, з показника якої додаванням непрямих податків і отримується, власне, ВВП.

### Внутрішня основа ВВП
У назві ВВП міститься слово «внутрішній», що вказує на те, що підрахунок виробленої і проданої продукції відбувається на економічній території країни не залежно від того, на чиїх виробничих потужностях ця продукція вироблена. Тобто, ВВП враховує продукцію, вироблену компаніями-нерезидентами, але які працюють на території країни.
Показник «Валовий національний дохід» враховує саме національну основу виробництва, виключаючи з ВВП виробництво і продаж іноземців, але додаючи випуск і продаж національних компаній, які працюють на економічній території інших країн.

### Показник потоку
ВВП є потоковим показником, тобто вимірюється за певний період часу. Як правило, підрахунок ВВП відбувається за квартал та за рік.

## ВВП за паритетом купівельної спроможності
ВВП за паритетом купівельної спроможності, ВВП за ПКС (англ. Purchasing power parity, PPP) — випуск продукції на душу населення в доларах постійної купівельної спроможності, при цьому нівелюється вплив інфляційних процесів.

## Регіональний ВВП— ВРВП, ВРП
Валовий регіональний внутрішній продукт — ВРВП (Gross regional domestic product (GRDP)), або валовий регіональний продукт (ВРП) — ВВП, підрахований для певного регіону країни. В Україні ВРП розраховується в межах адміністративних областей.
У США ВРП розраховується для штату — Gross State Product (GSP) — Валовий продукт штату. При цьому ВВП (GSP) штату Каліфорнія складає 2,7 трлн долл. США (2017 р.) і перевищує ВВП більшості країн світу.

## Національне рахівництво в Україні
Сьогодні національні рахунки України складаються за новими версіями міжнародного стандарту СНР-2008 та європейського стандарту ESA-2010.;
У Системі національних рахунків відображається розвиток економіки на різних стадіях процесу відтворення, показується рух товарів і послуг, а також стан виробництва та використання валового внутрішнього продукту (валової доданої вартості).
Стадія виробництва характеризується показниками випуску, проміжного споживання, валового внутрішнього продукту (валової доданої вартості).
Випуск — це вартість товарів і послуг, що є результатом виробничої діяльності одиниць — резидентів у звітному періоді.
Проміжне споживання містить витрати на товари та послуги, які використані інституційними одиницями для виробничих потреб.
| Рік  | Номінальний ВВП (млрд крб, з 1996 — млн грн.) | Реальний ВВП (у % до попереднього року) | ВВП на одну особу             | ВВП на одну особу        |
| Рік  | Номінальний ВВП (млрд крб, з 1996 — млн грн.) | Реальний ВВП (у % до попереднього року) | у тис. крб, а з 1996 р.- грн. | у % до попереднього року |
| ---- | --------------------------------------------- | --------------------------------------- | ----------------------------- | ------------------------ |
| 1990 | 167                                           | х                                       | 3                             | х                        |
| 1991 | 299                                           | 91,3                                    | 6                             | 91,1                     |
| 1992 | 5033                                          | 90,1                                    | 97                            | 89,8                     |
| 1993 | 148273                                        | 85,8                                    | 2842                          | 85,7                     |
| 1994 | 1203769                                       | 77,1                                    | 23 184                        | 77,4                     |
| 1995 | 5451642                                       | 87,8                                    | 105 793                       | 88,5                     |
| 1996 | 81519                                         | 90,0                                    | 1 595                         | 90,7                     |
| 1997 | 93365                                         | 97,0                                    | 1 842                         | 97,8                     |
| 1998 | 102593                                        | 98,1                                    | 2 040                         | 98,8                     |
| 1999 | 130442                                        | 99,8                                    | 2 614                         | 100,6                    |
| 2000 | 170070                                        | 105,9                                   | 3 436                         | 106,7                    |
| 2001 | 204190                                        | 109,2                                   | 4 195                         | 111,1                    |
| 2002 | 225810                                        | 105,2                                   | 4 685                         | 106,3                    |
| 2003 | 267344                                        | 109,6                                   | 5 591                         | 110,5                    |
| 2004 | 345113                                        | 112,1                                   | 7 273                         | 113,0                    |
| 2005 | 424741                                        | 102,6                                   | 9 017                         | 103,4                    |